# Distretto di Rostrenen
Il distretto di Rostrenen era una divisione territoriale francese del dipartimento delle Côtes-d'Armor, istituita nel 1790 e soppressa nel 1795.
Era formato dai cantoni di Rostrenen, Bothoa, Botmel, Carnot,
Laniscat, Maël Carhaix, Mellionnec e Tréogan.